# PowerNow!
Power Now – technologia stosowana w mobilnych procesorach firmy AMD, takich jak K6-2+, K6-III+ i AMD Athlon, montowanych w komputerach typu laptop. 
Gdy komputer w niewielkim stopniu zużywa moc obliczeniową, wówczas następuje automatyczne zmniejszenie wartości częstotliwości i napięcia pracy procesora, aby wydłużyć czas pracy akumulatorów oraz zmniejszyć wydzielanie ciepła.
Technologia ta jest podobna do SpeedStep stosowanej w procesorach firmy Intel. Adaptacją PowerNow! w procesorach komputerów typu desktop jest Cool'n'Quiet, jednak nowsze procesory Opteron również używają PowerNow!